# 日置村 (石川県)

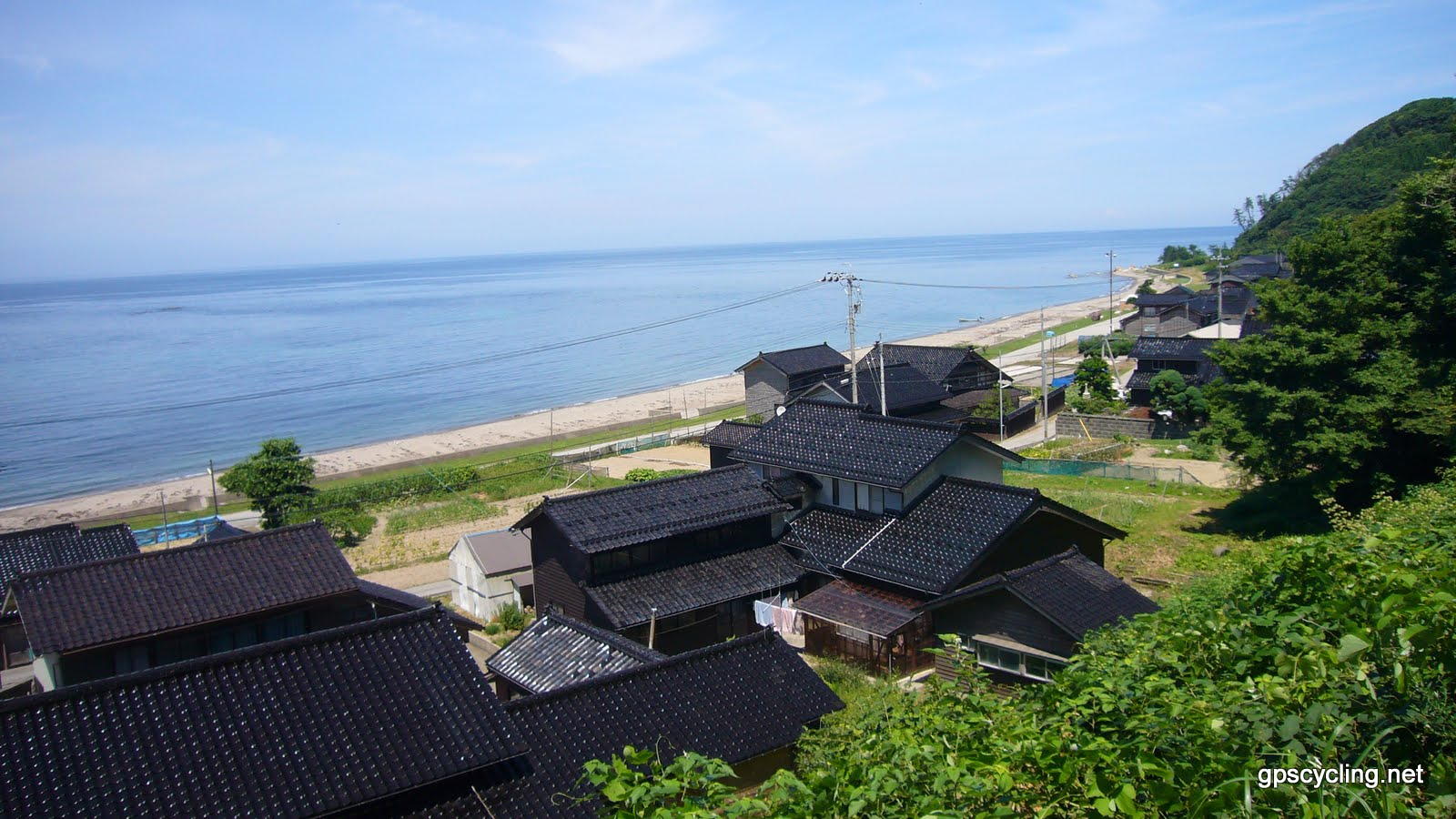
川浦の街並み（2010年）

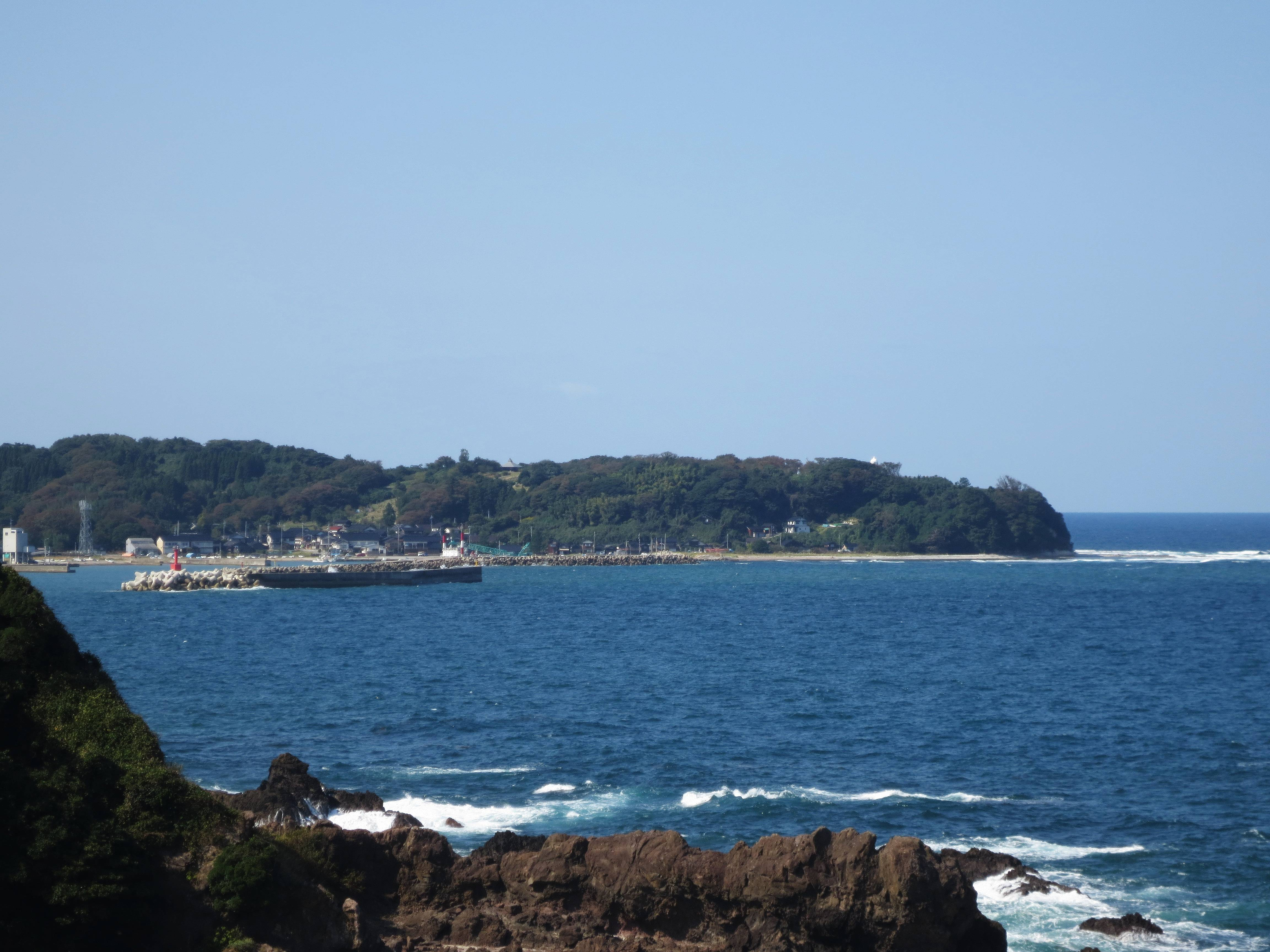
狼煙漁港（狼煙地区、2014年）

日置村（ひきむら）は、石川県珠洲郡にあった村。現在の珠洲市の北東端にあたる。

## 地理
- 海洋 ： 日本海
- 岬 ： シャク崎、禄剛崎

## 歴史
- 1889年（明治22年）4月1日 - 町村制の施行により、珠洲郡折戸村、狼煙村、狼煙新村、東山中村、川浦村及び唐笠村を廃し、その区域をもって珠洲郡日置村を設置する。
- 1907年（明治40年）10月15日 - 珠洲郡日置村、大谷村及び大崎村を廃し、その区域をもって珠洲郡西海村を設置する。